# Dimos Syros-Ermoupoli
Dimos Syros-Ermoupoli (Syros-Ermoupoli, Syros) är en kommun i Grekland.   Den ligger i prefekturen Kykladerna och regionen Sydegeiska öarna, i den sydöstra delen av landet, 120 km sydost om huvudstaden Aten. Antalet invånare är 19 793. Arean är 84 kvadratkilometer. Dimos Syros-Ermoupoli ligger på ön Nísos Sýros.
Terrängen i Dimos Syros-Ermoupoli är kuperad västerut, men österut är den platt.